# Daan Soete
Daan Soete (Herentals, província d'Anvers, 19 de desembre de 1994) és un ciclista belga, professional des del 2013. Actualment corre a l'equip Pauwels Sauzen-Vastgoedservice. S'ha especialitzat en el ciclocròs, tot i que també competeix en carretera.

## Palmarès en ruta
- 2021
  - Vencedor d'una etapa a la Volta a l'Alta Àustria
- 2022
  - Vencedor d'una etapa a la Volta a l'Alta Àustria

## Palmarès en ciclocròs
- 2009-2010
  -  Campió de Bèlgica de cadet de segon any
- 2011-2012
  -  Campió de Bèlgica júnior en ciclocròs
- 2012-2013
  - 1r a l'Internationale Cyclo-Cross Rucphen sub-23, Rucphen
- 2015-2016
  - 1r al Trofeu Banque Bpost sub-23#8, Sint-Niklaas
- 2017-2018
  - 1r al Gran Premi de la Comuna de Contern
  - 1r al Toi Toi Cup #5, Uničov
- 2018-2019
  - 1r al Brico Cross Rapencross, Lokeren